# Isma'il I (samanide)
Abū Ibrāhīm Ismāʿīl ibn-i Aḥmad-i Sāmāni, (in persiano ابو ابراهیم اسماعیل بن احمد سامانی‎), più conosciuto semplicemente come Ismail-i Samani (in persiano اسماعیل سامانی‎; in uzbeco Ismoil Somoniy) e noto anche come Isma'il ibn-i Ahmad (اسماعیل بن احمد) (Fergana, 8 maggio 849 – Bukhara, 24 novembre 907), fu emiro della Transoxiana dall'892 al 907 e del Grande Khorasan dal 900 al 907.
La sua parentesi al potere coincise con l'ascesa dell'impero samanide come grande potenza dell'Asia centrale. Era figlio di Ahmad ibn-i Asad e discendente di Saman Khoda, l'eponimo antenato della dinastia samanide che rinunciò allo zoroastrismo e abbracciò l'islam.

## Contesto storico
I Samanidi erano originari di Balkh, circostanza che suggerisce che provenissero dalla regione della Battriana. La famiglia stessa diceva di discendere dal casato di Mehrān, una delle sette grandi nobili discendenze dell'Iran durante l'epoca preislamica sasanide. Tuttavia, è probabile che di trattasse di un semplice tentativo di nobilitare il proprio lignaggio. È probabile che discendessero in realtà dagli Eftaliti, una delle tribù che viveva nell'Asia centrale nell'Alto Medioevo, dato che una delle loro monete riprende lo stile eftalita piuttosto che quello sasanide. A prescindere da ciò, la famiglia reale samanide parlava e promuoveva l'impiego del persiano, oltre ad impiegare molti dei titoli burocratici pre-islamici, probabilmente al fine di rimarcare implicitamente il legame con l'impero sasanide.

## Biografia

### Primi anni
Ismail nacque a Farghana nell'849: era figlio di Ahmad ibn Asad e aveva un fratello di nome Nasr I, che salì al trono samanide nell'864/865. Durante il regno di Nasr, a Ismail fu ordinato di assumere il controllo di Bukhara, che versava in pessime condizioni per via delle frequenti razzie messe in atto dalle tribù nomadi in Corasmia. Gli abitanti della città accolsero con favore Ismail, immaginando che potesse finalmente portare della stabilità.
Subito dopo, un disaccordo nato sul come distribuire il denaro delle tasse causò un litigio tra Nasr e Ismail; ne seguì una lotta da cui il secondo ne uscì vittorioso. Sebbene detenesse de facto il potere dell'impero, non rovesciò mai formalmente suo fratello, che rimase invece a Bukhara. Una simile decisione avvenne perché Nasr era stato colui al quale il califfo aveva conferito l'investitura formale della Transoxiana; agli occhi del califfo, Nasr era l'unica autorità legittima della regione. In un siffatto scenario, i Saffaridi del Sistan cominciarono a vantare delle pretese territoriali sulla Transoxiana; il rovesciamento di Nasr avrebbe fornito ai Saffaridi un pretesto per scatenare un'invasione. Ismail continuò quindi a riconoscere formalmente Nasr come sovrano fino alla morte di quest'ultimo nell'agosto 892, momento in cui assunse ufficialmente il potere.

### Regno

#### Consolidamento del potere in Transoxiana e Khorasan

Cartina del Khorasan e delle sue regioni circostanti

Ismail decise innanzitutto di espandere la sua autorità a nord e ad est, ampliando costantemente l'influenza samanide e consolidando il suo controllo su altre aree tra cui Kirman, Sistan e Kabul. Ismail riuscì a stabilire uno sviluppo economico e commerciale e organizzò un potente esercito. Le fonti riferiscono che rese la sua capitale Bukhara «una delle città più gloriose dell'Islam», poiché Ismail attirò nella regione studiosi, artisti e dottori di legge. La prima traduzione del Corano in persiano fu completata proprio durante il dominio samanide. La teologia sunnita riscosse grande fortuna durante il regno di Ismail, considerata la costruzione di numerose moschee e madrasse.
Nell'893, Ismail espugnò la città di Talas, la capitale dei turchi Qarluq, facendo suoi un gran numero di schiavi e bestiame. Inoltre, una chiesa nestoriana venne convertita in una moschea. Pose pure fine al principato di Ushrusana, estendendo il controllo dei Samanidi sul fiume Syr Darya. Ismail e altri sovrani samanidi convertirono all'Islam numerosi abitanti e ben 30.000 tende di turchi giunsero a pregare seguendo i dettami del nuovo credo. Durante il suo regno, Ismail soggiogò numerose entità politiche regionali a est, incorporandone alcuni direttamente all'interno dei suoi confini e mantenendo i governanti locali di altri come vassalli. La Corasmia a nord appariva divisa; la parte meridionale rimase autonoma sotto i suoi governanti afrighidi, mentre quella settentrionale rimase amministrata da un funzionario samanide. Un'altra campagna avviata nel 903 assicurò ulteriormente i confini samanidi. Queste campagne preservarono il cuore del suo Stato al sicuro dalle incursioni dei turchi e consentirono ai missionari musulmani di espandere il numero di proseliti nella regione.
Anche dopo la morte di suo fratello Nasr, il governo di Ismail a Bukhara non fu formalmente riconosciuto dal califfo. Di conseguenza, lo stesso sovrano saffaride ʿAmr ibn al-Layth chiese al califfo Al-Muʿtaḍid l'investitura della Transoxiana. Quest'ultimo, tuttavia, inviò a Ismail una lettera esortandolo a combattere ʿAmr ibn al-Layth e i Saffaridi, considerati dallo stesso alla stregua di usurpatori. Nella lettera, il califfo si dichiarava pronto a considerare Ismail il legittimo sovrano del Khorasan. Tale passaggio ebbe un profondo effetto su Ismail, poiché si convinse definitivamente a opporsi ai Saffaridi.
Le due parti ingaggiarono battaglia a Balkh, nell'Afghanistan settentrionale, durante la primavera del 900. Al momento dello scontro, Ismail appariva in notevole inferiorità numerica, in quanto disponeva di 20.000 cavalieri contro i 70.000 di Amr. I cavalieri di Ismail erano mal equipaggiati, con la maggior parte delle staffe di legno mentre alcuni non avevano scudi o lance. La cavalleria di Amr-i Laith, invece, era dotata di armi e armature efficienti. Nonostante i feroci combattimenti, Amr fu catturato quando alcune delle sue truppe cambiarono schieramento e si unirono a Ismail. Ismail avrebbe voluto chiedere un riscatto ai Saffaridi, ma questi rifiutarono, così inviò 'Amr dal califfo, che biasimò la condotta di 'Amr nella vicenda e cedette a Ismail il Khorasan, il Tabaristan, Rey ed Esfahan.

#### Conquista dell'Iran settentrionale

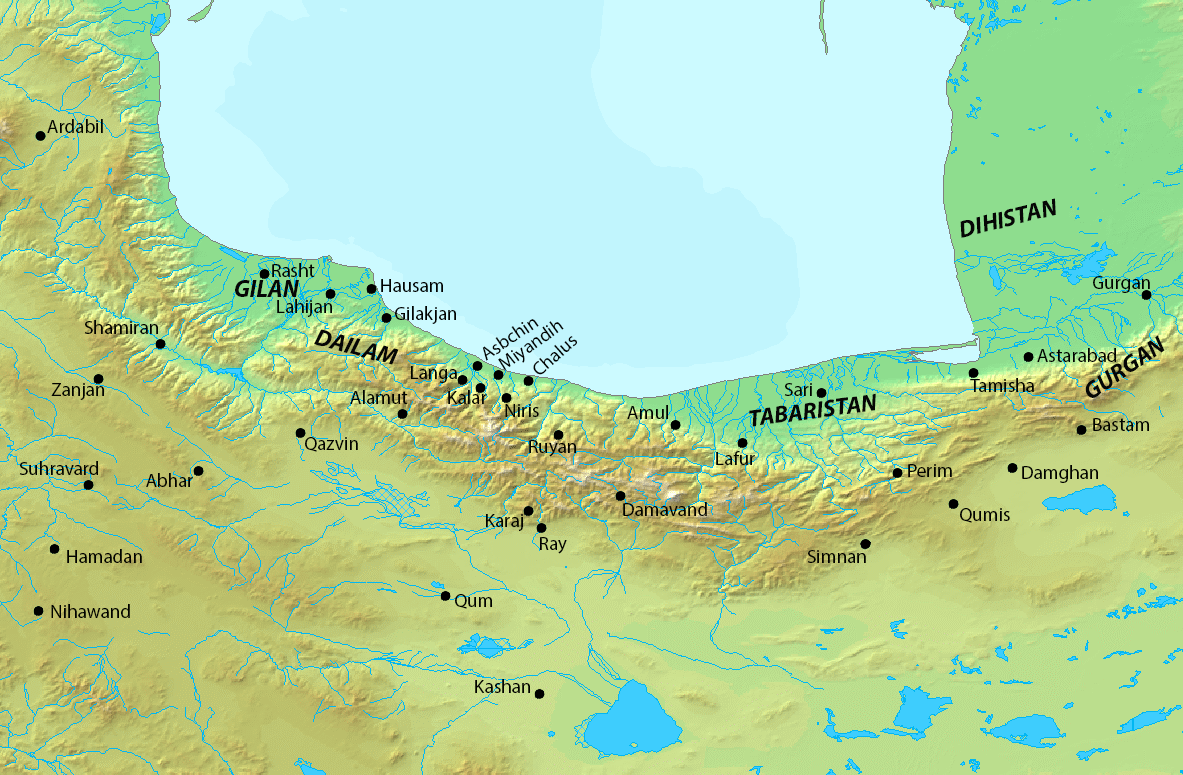
L'Iran settentrionale durante il rinascimento persiano

Ismail decise di approfittare della concessione del califfo inviando un esercito nel Tabaristan, che era controllato dagli Zaydidi facenti capo a Muhammad ibn Zayd. Quest'ultimo incontrò con i suoi guerrieri l'armata samanide ostile guidata Muhammad ibn Harun al-Sarakhsi a Gorgan e, nella battaglia che ne seguì, prevalsero i Samanidi, con Muhammad che fu gravemente e fatto prigioniero. Egli morì il giorno successivo, ovvero il 3 ottobre 900 (o ad agosto secondo Abu'l-Faraj). Il suo cadavere venne decapitato e la sua testa inviata a Ismail alla corte samanide di Bukhara.
Poiché anche il figlio di Muhammad ed erede designato Zayd fu catturato e inviato a Bukhara, i principali nobili zaydidi accettarono di nominare quale loro sovrano il figlio neonato di Zayd, al-Mahdi, ma ciò causò dissidi tra gli aristocratici: uno di essi si proclamò a favore degli Abbasidi e le sue truppe attaccarono e massacrarono i sostenitori avversi. Al contempo, i Samanidi approfittarono della situazione e si assicurarono il controllo della provincia. La conquista dei Samanidi portò alla restaurazione del sunnismo nella provincia.
Tuttavia, il generale di Ismail Muhammad ibn Harun si ribellò di lì a poco, costringendo Ismail a inviare un esercito sotto suo figlio Ahmad II e il cugino Abu'l-Abbas Abdullah nella Persia settentrionale nel 901, incluso il Tabaristan, costringendo Muhammad a cercare asilo nel Daylam. L'esercito samanide riuscì anche a conquistare diverse altre città, tra cui Rey e Qazvin, sebbene i successivi governanti persero il territorio a causa dei Daylamiti e dei Curdi. Ismail investì dunque suo cugino Abu'l-Abbas Abdullah governatore del Tabaristan.
Sebbene Ismail avesse continuato a inviare doni al califfo, come era consuetudine, non rese né omaggio né contribuì versando il gettito fiscale. Egli agì pertanto a tutti gli effetti come un sovrano indipendente, sebbene non avesse mai adottato alcun titolo superiore a quello di emiro.

#### Morte
Colpito da una malattia che lo tormentò per tutti gli ultimi anni della sua vita, Ismail morì il 24 novembre 907 e gli successe suo figlio Ahmad II. Ismail donò enormi quantità di bottino e ricchezze ad altri e non tenne nulla per sé, meritandosi post mortem il titolo onorifico di "l'[emiro] acuto" (māḍī).

## Rilevanza storica

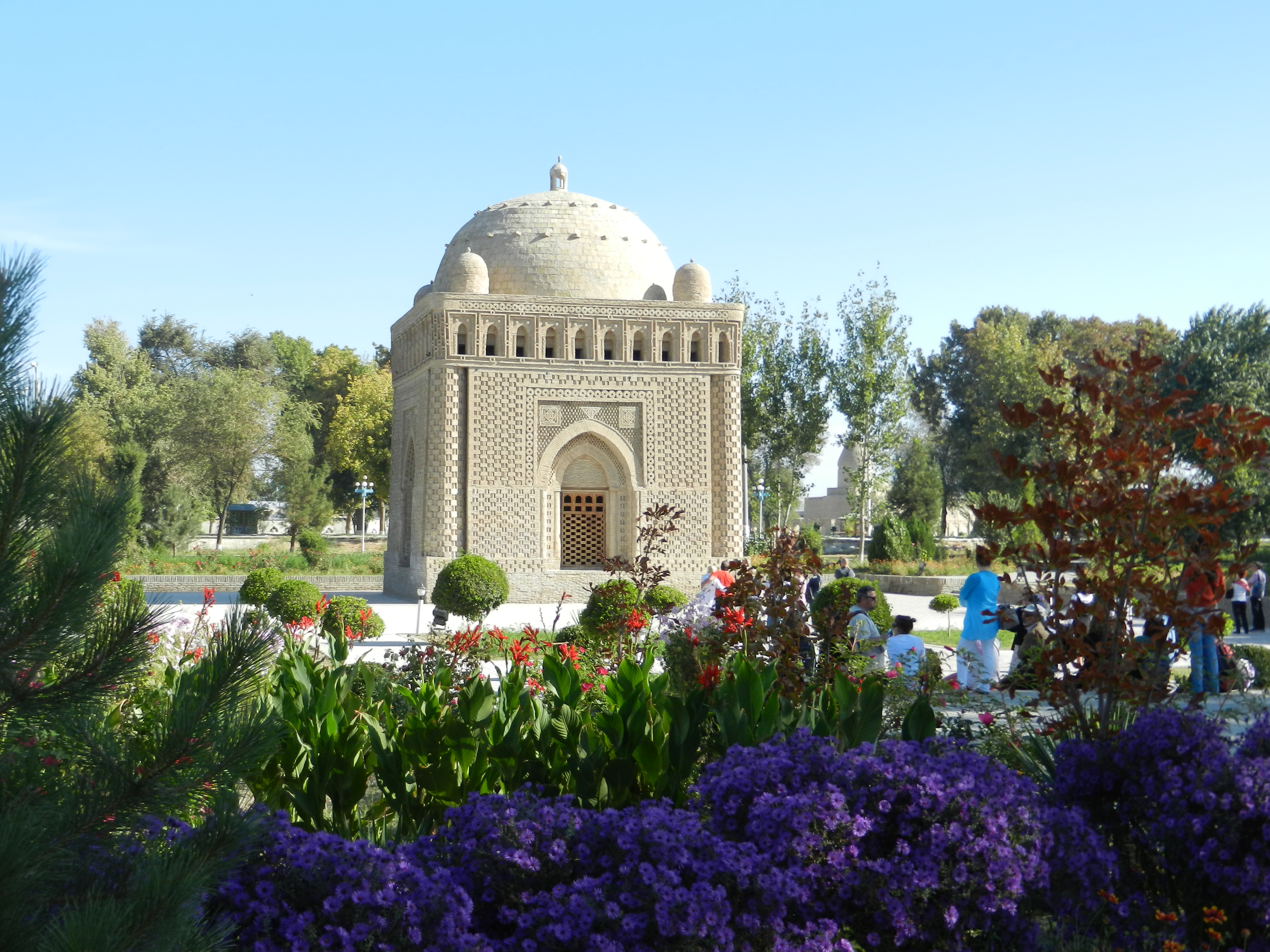
Foto del mausoleo di Ismail Samani, a Bukhara, luogo di sepoltura dell'emiro

Ismail è conosciuto nella storia come un generale competente e un forte sovrano; molte racconti a relativi sono stati realizzati da autori sia persiani sia arabi. Grazie alle sue campagne portate a termine nel nord, il suo impero si rivelò così ben protette dalle incursioni nemiche che le difese di Bukhara e Samarcanda non trovarono praticamente impiego. Tuttavia, questo evento in seguito ebbe delle conseguenze; alla fine della dinastia, le antiche mura solide e ridotte dal tempo in stato fatiscente mancarono molto ai Samanidi, che furono costantemente attaccati dai Karakhanidi e da altri nemici con facilità.
Secondo uno storico di Bukhara che realizzò il suo scritto nel 943, Ismail: 
Il celebre studioso Nizam al-Mulk, nella sua famosa opera, il Libro del Governo (Siyasat-nama), disse di Ismail: 
estremamente giusto e le sue buone qualità erano molte. Riponeva una fede pura in Dio (a Lui sia potenza e gloria) ed era generoso con i poveri, per citare solo una delle sue notevoli virtù.»
Con la fine della parentesi sovietica in Asia centrale, l'eredità di Ismail venne riscoperta e riabilitata. La valuta del Tagikistan, il somoni, deve il nome da Ismail, il quale è riportato sulla parte anteriore della banconota da 100. Inoltre, la vetta più alta del Tagikistan (prima dell'intera vecchia Unione Sovietica) prende il nome da Ismail. Il monte era precedentemente conosciuta come "picco di Stalin" e "picco del Comunismo", ma successivamente la denominazione è mutata in picco Ismail Samani.